# لوتارو روبلس
لوتارو روبلس (بالإسبانية: Lautaro Robles)‏ هو لاعب كرة قدم أرجنتيني في مركز الهجوم، ولد في 26 يوليو 1985 في Villaguay ‏ في الأرجنتين. لعب مع Gimnasia y Esgrima de Concepción del Uruguay ‏.

## وصلات خارجية
- لوتارو روبلس على موقع قاعدة بيانات كرة القدم.إي يو (الإنجليزية)
- لوتارو روبلس على موقع Soccerway.com (الإنجليزية)